# Rodolphe IV de Neuchâtel

Rodolphe IV de Neuchâtel, ou « Rolin », ou « Raoul », (25 septembre 1274 - entre le 1er et le 23 mars 1343), il est le fils d'Amédée Ier de Neuchâtel et de Jordanne de la Sarraz. Seigneur de Neuchâtel de 1288 jusqu'à sa majorité en 1296, passé cette date il se fait appeler tantôt "comte et seigneur" tantôt "comte" ou "seigneur".

## Biographie
Rodolphe, dit Rollin, n'a que quatre ans quand son père meurt. Ce sont ses oncles Jean et Richard qui sont ses tuteurs. À cause de son jeune âge pour régner sur les terres de Neuchâtel (Rodolphe a alors six ans), ses oncles demandent à Jean Ier de Chalon-Arlay de le prendre sous sa protection, en échange de quoi Jean Ier reçoit toutes les terres de Neuchâtel qu'il fait ensuite reprendre en fief par Rodolphe. Le 13 septembre 1288, Jean Ier va rencontrer l'empereur Rodolphe Ier de Habsbourg afin que celui-ci confirme ses nouveaux droits sur Neuchâtel. C'est ainsi que ce comté devint, en 1288, un arrière-fief de l'empire alors qu'avant il était un fief immédiat :

« Rodolphe, par la grâce de Dieu, roi des Romains...Illustre personnage Rollin, seigneur de Neufchâtel, fils d'Amédée, seigneur de Neufchâtel, notre amé et féal, ayant comparu...a de son bon gré remis entre nos mains le Châtel qu'on nomme Neufchâtel et la ville du dit Châtel située sur le lac, au diocèse de Lausanne, avec les biens allodiaux, fiefs, arrière-fiefs, justices, péages, jurisdictions, eaux, cours d'eau, et montagnes noires et autres choses par quelque nom que ce soit qu'elles soient dénombrées, lesquelles il tenait en fief de nous et de l'Empire. Nous donc, considérant que l'Empire reçoit des accroissements d'un plus haut degré de grandeur, lorsque des personnes puissantes et illustres par leur naissance, prêtent à nous et à l'Empire hommage et fidélité, à l'instance du dit Rollin, nous octroyons volontiers à illustre personnage, Jean de Châlons, seigneur d'Arlay, notre fidèle et très-cher frère, dont nous désirons de tout notre cœur l'honneur et l'avancement, les dits Châtel et ville avec les fiefs, arrière-fiefs et toutes les choses susdites pour les tenir à perpétuité en fief, comme aussi ses légitimes héritiers de nous et de l'Empire, et nous l'investissons du dit fief par ces présentes ; sauf à lui toutes fois l'hommage qu'il a ci-devant prèle aux illustres Comtes et Ducs de Bourgogne. En témoignage duquel octroi, nous lui avons fait expédier ces lettres, auxquelles le sceau de notre Majesté a été apposé »

Le 28 février 1296 il se rend, avec ses troupes, à Valangin pour obliger les seigneurs du lieu alliés à l'évêque de Bâle à lui rendre hommage. En effet ces derniers, Jean Ier, Ulrich et Thierry, contestaient la suzeraineté du seigneur de Neuchâtel depuis l'année précédente en faisant valoir que Valangin était depuis longtemps soumis à une double-vassalité et de ce fait relevait autant de l'héritier de Thierry III de Montbéliard, descendant de la fille de Mangold Ier de Neuchâtel, que de Rodolphe IV de Neuchâtel. En utilisant ce prétexte les Valanginois cherchaient à s'émanciper de la tutelle de Rodolphe. Malgré le sous-effectif de son armée, Rodolphe fait prisonnier Jean et Thierry de Valangin ; ceux-ci, contraints et forcés, prêtent hommage à Rodolphe, renoncent à leur alliance avec l'évêque, indemnisent Rodolphe de ses frais de guerre. Rodolphe fait fabriquer deux têtes d'argent massif : symbole de leur crime de félonie qui aurait dû leur faire encourir la décapitation. 
En 1301, les mêmes problèmes se renouvellent. Rodolphe reprend les armes et détruit la ville de Bonneville le 28 avril de cette année, ne laissant que quelques ruines qui plus tard donneront naissance au village d'Engollon, les autres habitants se réfugient à Valangin. Rodolphe IV devient « bourgeois » de Berne par un traité d'alliance en 1307, puis de Soleure en 1324. 
En 1311, l'évêque de Bâle, Eudes de Granson, ennemi de longue date des Neuchâtel, entreprend de construire La Neuveville aux frontières du comté pour y loger ses sujets qui avaient fui Bonneville ; Rodolphe IV n'entend pas laisser les choses se faire craignant que l'évêque n'attire dans ce lieu plusieurs petits seigneurs de "franc alleu" donc libre de tous devoirs féodaux. Rodolphe préférait avoir sur ses frontières des vassaux à son service et donc entreprend de créer lui-même ces fiefs puis part rendre hommage à Jean Ier de Chalon-Arlay de toutes ses terres du Val-de-Ruz cette même année, mettant ainsi sous la protection de ce puissant seigneur ses nouvelles acquisitions situées au sud du Seyon. 
En 1315 Rodolphe entreprend donc la construction du Landeron dans le but de garantir ses frontières. Elle deviendra le centre d'une châtellenie en 1325 lorsque Rodolphe éleva les fortifications de la ville. Le Landeron devait brûler presque entièrement le 15 décembre 1348, les lettres de franchises ayant été perdues, Louis Ier de Neuchâtel les renouvelait l'année suivante. L'édification du Landeron pousse l'évêque de Bâle Gerhard von Wippingen, allié à Eberhard de Kybourg, à entreprendre une guerre contre Rodolphe.

## Mariage et succession
Il épouse le 18 octobre 1294 Eléonore, (? - 24 mars 1333), fille de Louis Ier de Vaud, de qui il a :
- Jeanne, (3 mai 1300 - ?)[8], elle épouse Aymon de la Sarraz,
- Catherine[9], (1303 - 1359), dame de Montjoie, elle épouse en 1315 Jean de Champvent puis en 1327 Guillaume de Montagny et enfin en 1340 Guillaume de Montjoie,
- Louis Ier, (2 mars 1305 - 5 juin 1373), comte de Neuchâtel de 1325 à 1373,
- Marguerite[10], (? - 22 août 1382), dame de Boudry, elle épouse en 1319 Hartmann de Kybourg puis Hugues de Buchegg,
- X.., elle épouse Guillaume d'Estavayer.

### Sources
- Paul Vuille, Notes sur les premiers seigneurs de Neuchâtel, Musée neuchâtelois, 1979 (lire en ligne), p. 109 à 122
- Georges Auguste Matile, Monuments de l'histoire de Neuchatel, Volume 2, Attinger, 1848 (lire en ligne), p. 1216
- Manuel généalogique pour servir à l'histoire de la Suisse, Tome I, Zurich, Société suisse d'héraldique, 1908 (lire en ligne), p. 101
- Jonas Boyve, Annales historiques du Comté de Neuchâtel et Valangin depuis Jules-César jusqu'en 1722, E. Mathey, 1854 (lire en ligne), p. 243 à 304